# Maja kozmológia
Az ókori maják úgy vélték, hogy a jelenlegi univerzum létrejötte után az emberiség feladata a csillagok megfigyelése, a napok számlálása és az istenek imádása.
Bár vannak azonos kulturális elemek a különféle maja népcsoportok között, mégis különbséget kell tenni a felföldi és a mélyföldi maják között, akik teljesen eltérő környezetben éltek.
A felföldi (vagy kicse-maják) a mai Guatemala területén, El Salvador részein és Chiapasban (Mexikó egyik állama) éltek. Kozmológiájukat a Popul Vuh néven ismert teremtéstörténet írja le.
A mélyföldi maják, akik a mai Yucatán-félszigeten, Honduras és Belize területén éltek, hasonló kozmológiával rendelkeztek, melyről a Chilam Balam („A jaguárpap könyve”) néven ismert könyvben található leírás.

## A klasszikus maja kozmológia
A maják kozmológiája szerint a világ rétegekből áll. Ebben a lapos Földet több égbolt és alvilági réteg veszi körül, amiket különféle istenek és démonok irányítanak.
Úgy gondolták, hogy a Föld felülete négyzet alakú, és az élek iránya a négy fő égtáj felé mutat, amiknek szimbolikus színe van: kelet = piros, észak = fehér, nyugat = fekete, dél = sárga. A négyzet négy sarkát bacab néven ismert istenek tartják. Az égbolt a négyzet minden sarkában különböző fajtájú fára támaszkodik. A maja univerzum közepén nő a világfa, ami összeköti az alvilág kilenc (összességében “Xibalba” nevű - a.m. „a csodálat helye”) rétegét a földdel és az égbolt tizenhárom rétegével. Az egyes rétegekben más-más isten uralkodik.
Az univerzum három rétegre bomlik, ezek a látható föld és a láthatatlan égbolt, valamint alvilág ("Xibalba"). A felső, égi rétegben (ennek neve "Oxlahuntiku" - oxlahun = 13, és ku = “isten”) tizenhárom isten uralkodik. Az alvilágban kilenc réteg van, ezek mindegyikében egy-egy alvilági isten uralkodik (az ő nevük bolontiku).
Ezekben a rétegekben voltak megtalálhatók az elhunytak lelkei is, attól függően, hogy milyen halált haltak. Az erőszakos halált haltak valamelyik felső rétegbe kerültek (a halál mibenlétének megfelelően), míg akik békésen hunytak el, azok a kilenc alsó rétegbe kerültek.
A kilenc alvilági réteg tükröződik majdnem minden maja lépcsős piramis szintjének számában.